# 維基媒體基金會控告美國國家安全局案
維基媒體基金會等诉國家安全局等案（英語：Wikimedia Foundation, et al. v. National Security Agency, et al.），是指包括擁有維基百科網站的維基媒體基金會联合美國刑事辯護律師協會、人权观察、國際特赦組織美國分會、國際筆會美東分會、全球婦女基金會、《國家週刊》、拉瑟福德學會及拉美地區駐華盛頓辦公室八大组织，於2015年3月10日聯名委託美國公民自由聯盟為訴訟代理人，向美国国家安全局與美國司法部发起的诉讼，指控两者對維基百科的用戶實施群眾監控。 訴訟人聲稱，国家安全局與司法部的上游收集監聽計畫違反了《美国宪法第一修正案》中的保護言論自由，與《美國憲法第四修正案》中的禁止無理搜查和扣押條文。
2015年10月，美国马里兰联邦地区法院驳回了原告的请求。4个月后，维基媒体基金会上诉至美国联邦第四巡回上诉法院。二审认为初审判决基本合适，不过原告维基媒体基金会的主张“可行”，准许发还下级法院重审，同时撤销其他原告方的诉讼。结果下级法院裁定基金会没有继续索赔的资格，后续上诉也被第四巡回上诉法院驳回。

## 背景
上游收集監聽計畫最早由前国安局職員爱德华·斯诺登于2013年5月揭發。在本案之前，美國公民自由聯盟便已經代理過國際特赦組織美國分會控告克拉珀案，結果因證據不足而敗訴。而在斯諾登洩露的國安局文件中，有一份介紹敏感分隔資訊的簡報，裡面特別將維基百科列為HTTP監視的目標，維基媒體基金會因而以此指控國安局侵犯用戶憲法第一和第四修正案權利。

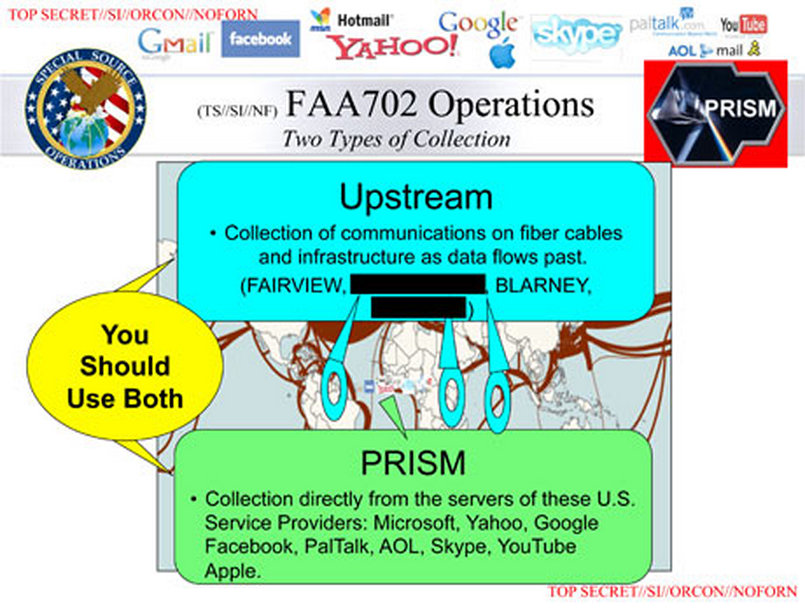
上游收集的美國國安局簡報幻燈片。顯示上游收集指的是直接於光纖電纜進行監控，故稱為上游；而稜鏡計畫是收集伺服器端的資料。

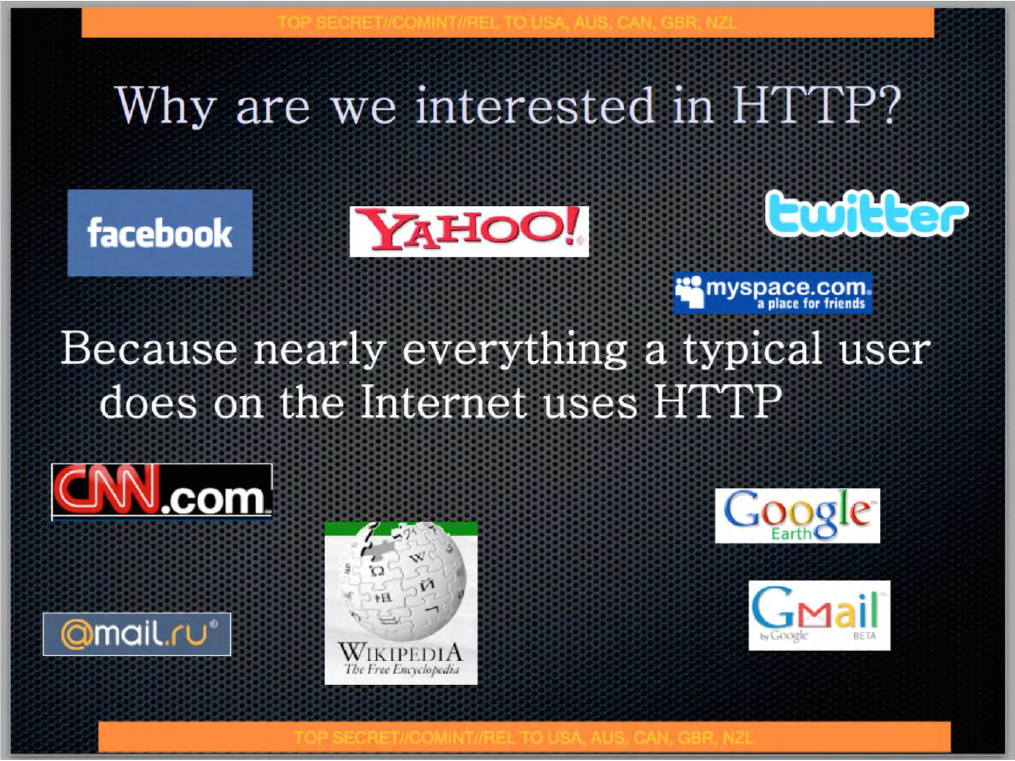
幻燈片把維基百科列入HTTP監視目標

自克拉珀案以來，美國政府確認了國安局進行上游蒐集的關鍵事實，特別是對沒有嫌疑的人進行蒐集。美國公民自由聯盟律師帕特里克·图米（Patrick Toomey）指出，此案對於原告而言特別重要，因為原告每年進行數以千億計的國際通訊。

## 司法进程
2015年8月6日，案件原告美国国安局及美国司法部提出撤诉动议，理由是原告方没有合理证据证明受到上游搜集损害，缺乏起诉理据。对此，电子前哨基金会代表图书馆员及书店店主发出法庭之友。双方于2015年9月25日的听证会上进行辩论。
2015年10月23日，马里兰州地方法院基于当事人资格驳回诉讼，地区法官T. S. 埃利斯三世裁定原告没有合理证据证明受到上游搜集，并援引了2013年克莱普案的判决。维基媒体基金会表示会提出上诉，因为指控其来有自，上游监视无疑捕获了到用户社群及基金会本身的通讯内容。电子前哨基金会认为案件牵涉的监控计划是秘密行动，以缺乏当事人资格的理由撤诉不合理，敦促联邦法庭解决上游监控带来的严重宪法问题。2016年2月17日，原告方向美国第四巡回上诉法院上诉。
2017年5月23日，第四巡回上诉法院正式撤销下级法庭的裁决，指基金会对国安局违反第四修正案的指控合理，“当事人资格足以证明裁决文面违宪”，认为国安局搜集隐私数据所造成的潜在伤害难以预测。因此，上诉法院将案件发还马里兰州地方法院，要求继续审理。相反，法庭支持埃利斯撤销其他原告方的诉讼，认为他们没有足够证明业务受到上游监控范畴影响。
2019年12月16日，地区法院裁定基金会没有继续索赔的资格。2020年2月14日，基金会向第四巡回上诉法院提出上诉。案件于2021年3月举行听证，同年9月再次被驳回。
2023年2月，美国最高法院拒绝听证案件。

## 外部連結
- 訴狀全文（英文） （页面存档备份，存于）：在美國公民自由聯盟網站
- 元維基對本案的FAQ（中文）
- Why Are We Interested in HTTP? （页面存档备份，存于） （愛德華·斯諾登揭露的簡報幻燈片，有維基百科的部份）